# Jean-Paul Luisi
Pour les articles homonymes, voir Luisi.
Jean-Paul Luisi, né le 12 août 1912 à Venaco et mort le 18 juillet 1995 à Bastia, est un homme politique français.

## Biographie
Il a été maire de Corscia ; son petit-fils, aussi Jean-Paul Luisi, accède aux mêmes fonctions en avril 2014.

## Détail des fonctions et des mandats
Mandat parlementaire
- 21 juin 1981 - 1er avril 1986 : Député de la 2e circonscription de la Haute-Corse